# Grekisk-romersk stil

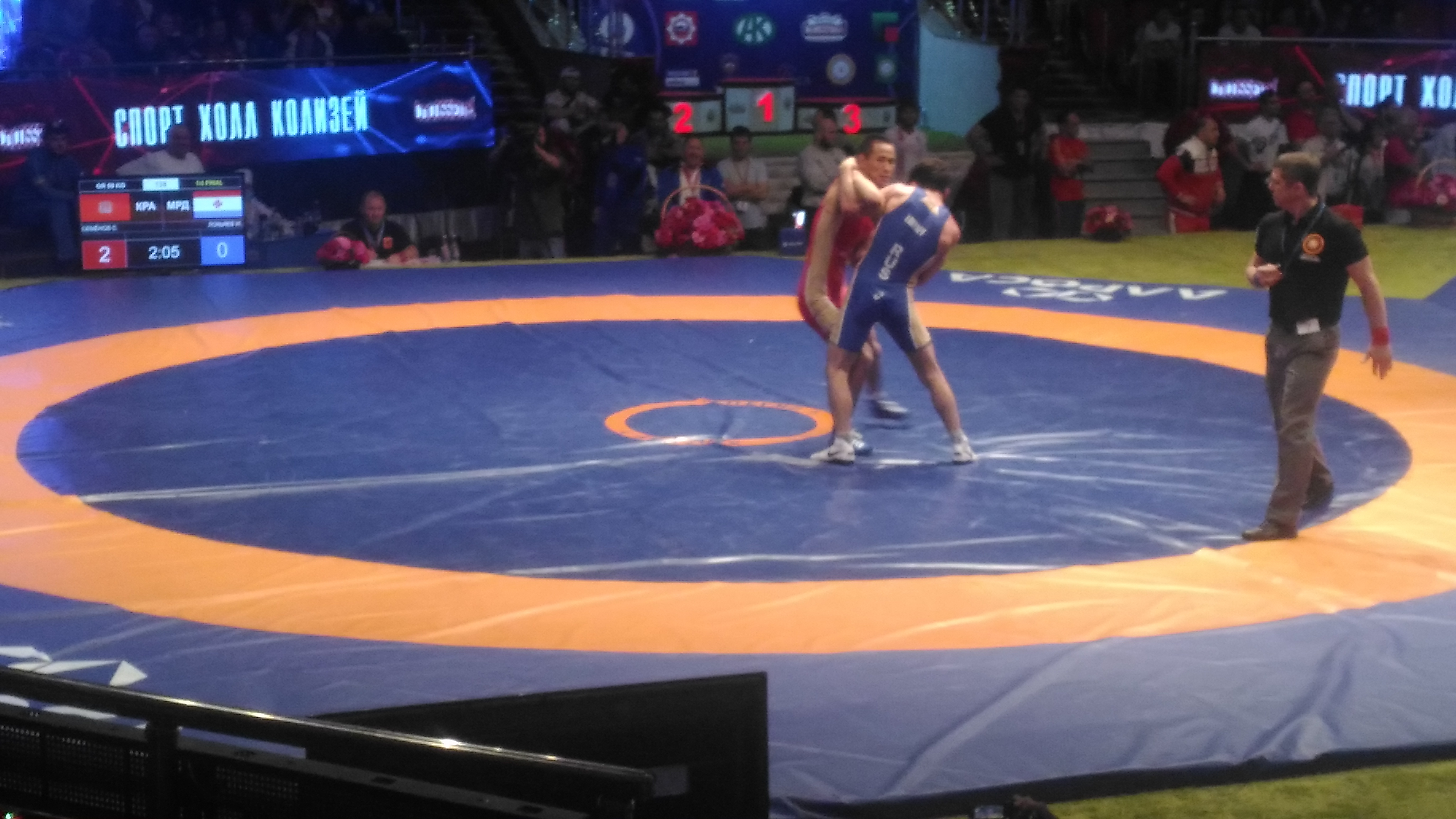
Grekisk-romersk stil

Grekisk-romersk stil är en av de två brottningsstilar som finns med vid de olympiska spelen.
I grekisk-romersk stil får brottarna inte ta grepp under motståndarens höft. eller aktivt använda sina ben vid aktioner. Det gör att den här grenen involverar mycket kast och ställer krav på stor styrka Den mest berömda grekisk-romerska brottaren är Aleksandr Karelin från Ryssland som gick obesegrad i tretton år (1987–2000).